# Cristian Ponde
Cristian Ponde (ur. 26 stycznia 1995 w Făurești, okręg Marmarosz) – portugalski piłkarz pochodzenia rumuńskiego, grający na pozycji napastnika.

## Kariera piłkarska

### Kariera klubowa
Wychowanek klubów SC Olhanense oraz Sportingu. W 2013 rozpoczął karierę piłkarską w barwach drugiej drużyny Sportingu. W sezonie 2016/17 został wypożyczony do Sportingu Covilhã. 6 września 2018 został piłkarzem Karpat Lwów. 17 stycznia 2020 za obopólna zgodą kontrakt został rozwiązany.

### Kariera reprezentacyjna
W latach 2011–2012 bronił barw juniorskiej reprezentacji Portugalii U-17. Potem do 2014 występował w reprezentacji U-19.

## Sukcesy i odznaczenia

### Sukcesy piłkarskie
Sporting CP
- zdobywca Pucharu Portugalii: 2014/15